# Manfred Klein (Ruderer)
Manfred Klein (* 22. August 1947 in Berlin) war von 1972 bis 1992 ein Steuermann in der deutschen Ruder-Nationalmannschaft. Er nahm neunmal an Weltmeisterschaften und viermal an Olympischen Spielen teil und wurde 1988 Olympiasieger.

## Leben
Manfred Klein begann 1961 beim Ruder-Club Tegel 1886. 1972 saß er bei den Olympischen Spielen in München im letzten von Karl Adam trainierten Deutschland-Achter, mit dem er im olympischen Finale den fünften Platz belegte. Von 1973 bis 1992 gewann Manfred Klein insgesamt achtzehnmal den deutschen Meistertitel im Zweier mit Steuermann, Vierer mit Steuermann und Achter. Zweimal wurde er Intern. Deutscher Meister. 1979 gewann Klein seine erste Weltmeisterschaftsmedaille, als er Dritter mit dem Vierer wurde. Bei seiner zweiten Olympiateilnahme 1984 in Los Angeles belegte er mit dem Vierer den sechsten Platz.
1987 wechselte Klein vom Vierer in den Achter, als der neue Trainer Ralf Holtmeyer versuchte, die Tradition des Adamschen Deutschland-Achters wiederzubeleben. Wurde der Achter 1987 noch Sechster bei den Weltmeisterschaften, gewann der gegenüber 1987 stark umbesetzte Achter 1988 bei den Olympischen Spielen in Seoul Gold in der Besetzung Wolfgang Maennig, Thomas Möllenkamp, Matthias Mellinghaus, Eckhard Schultz, Ansgar Wessling, Armin Eichholz, Thomas Domian, Schlagmann Bahne Rabe und Manfred Klein.
Für diesen Erfolg wurden er und die Mannschaft des Deutschland-Achters mit dem Silbernen Lorbeerblatt ausgezeichnet.
Nach dem Olympiasieg wurde der Deutschland-Achter 1988 von den Sportjournalisten zur Mannschaft des Jahres gewählt. Und im gleichen Jahr wurden sie mit dem BAMBI ausgezeichnet, ein jährlich in Deutschland verliehener Medien- und Fernsehpreis der Hubert Burda Media.
In den folgenden drei Jahren wurde der Deutschland-Achter dreimal in Folge Weltmeister, wobei Manfred Klein der einzige Olympiasieger von 1988 war, der bei allen drei Weltmeistertiteln dabei war. Erneut wurde der Deutschland-Achter 1989 von den Sportjournalisten zur Mannschaft des Jahres gewählt.
Bei den Olympischen Spielen 1992 war der Achter nach vier Titeln in Folge Favorit, gewann dann aber hinter Kanada und Rumänien nur Bronze.
Manfred Klein wurde zum Abschluss seiner Karriere dadurch geehrt, dass er bei der olympischen Eröffnungsfeier Fahnenträger der deutschen Mannschaft war und nach 28 Jahren wieder eine gesamtdeutsche Mannschaft ins Stadion führte.
Ebenfalls zur deutschen Olympiamannschaft 1992 gehörte Peter Thiede, der 1989 und 1990 Weltmeisterschaftsmedaillen mit dem DDR-Achter gewonnen hatte. Peter Thiede wurde 1993 Nachfolger von Manfred Klein als Steuermann des Deutschland-Achters.
Der 1,70 Meter große Manfred Klein war während seiner gesamten Karriere im Berliner Öffentlichen Dienst beschäftigt, zuerst als Verwaltungsangestellter beim Senat von Berlin, später als Justizbeamter.

## Internationale Erfolge
- 1972: 5. Platz im Achter (Olympische Spiele)
- 1979: 3. Platz im Vierer mit (Weltmeisterschaften)
- 1983: 4. Platz im Vierer mit (Weltmeisterschaften)
- 1984: 6. Platz im Vierer mit (Olympische Spiele)
- 1987: 6. Platz im Achter (Weltmeisterschaften)
- 1988: 1. Platz im Achter (Olympische Spiele)
- 1989: 1. Platz im Achter (Weltmeisterschaften)
- 1989: 1. Platz im Achter (Henley, Grand Challenge Cup)
- 1990: 1. Platz im Achter (Weltmeisterschaften)
- 1990: 1. Platz im Achter (Seattle, Goodwill-Games)
- 1990: 1. Platz im Achter (Henley, Grand Challenge Cup)
- 1991: 1. Platz im Achter (Weltmeisterschaften)
- 1992: 3. Platz im Achter (Olympische Spiele)